# Trans (cortometraje)
Trans es un cortometraje documental de Venezuela, realizado en 1982 por Manuel Herreros de Lemos y Mateo Manaure Arilla. Es la primera producción audiovisual venezolana que, mediante testimonios en primera persona de mujeres trans y travestis, y opiniones de representantes de la sociedad del país, presenta la realidad de las personas trans en Caracas.

## Sinopsis
La producción se inicia con la presentación de una autodenominada transformista llamada «Venezuela», quien realiza un lip sync de la canción «Fame» de Irene Cara en un local nocturno del distrito Sabana Grande de Caracas. Tras ello, su monólogo inicial comienza con la frase:

Mi nombre es Venezuela. Soy una transformista. Trabajo aquí en este nightclub. Es mi medio, pero no es mi meta.

El documental, de 22 minutos de duración, narra la vida de diferentes transformistas y personas trans de Caracas a inicios de la década de 1980. Los testimonios de las transformistas son contrastados con entrevistas a otros personajes, como por ejemplo Simón Figuera Pérez (comandante de la Policía Metropolitana de Caracas) y el doctor Fernando Bianco (director del Centro de Investigaciones Psiquiátricas de Venezuela).
La escena final de Trans consiste en un grupo de transformistas ingresando a la fuente iluminada de Plaza Venezuela mientras suena de fondo la canción «Abusadora» de Billo's Caracas Boys.

## Producción
Fue coproducido con la ayuda del Departamento de Cine de la Universidad de Los Andes (ULA). Su preestreno se realizó en el Segundo Festival de Cine Nacional, realizado del 30 de octubre al 5 de noviembre de 1982 en Mérida, mientras que el estreno oficial se llevó a cabo en la Cinemateca Nacional de Venezuela el 8 de junio de 1983.
Hacia 2016 el cortometraje se encontraba en mal estado de conservación, y las copias que se encontraban en el archivo fílmico de la Cinemateca Nacional de Venezuela, ubicado en la Biblioteca Nacional, habían desaparecido. Luego de una campaña de micromecenazgo y las gestiones del venezolano Ignacio Ruan y Pablo Capurro, de la librería El Astillero, el Institute for Studies on Latin American Art (ISLAA) adquirió 75 fotografías y una copia de la cinta que fue restaurada y exhibida en febrero de 2023 en Madrid para la inauguración de la sede de Archivo Arkhé.